# 피에르 프랑수아 드 리고
보드레이유 – 카바니알 후작, 피에르 프랑수아 드 리고(프랑스어: Pierre de Rigaud de Vaudreuil de Cavagnal, Marquis de Vaudreuil, 1698년 11월 22일- 1778년 8월 4일)는 프랑스의 후작이며, 장교였으며, 마지막 누벨 프랑스의 총독을 지낸 인물이다.

## 생애
그는 누벨프랑스의 총독이었던 아버지 필립 드 리고 보드레이유와 그의 아내 루이제-일레자베스의 아들로 퀘벡에서 태어났다. 그는 우리 필리페 드 보드레이유의 삼촌이었다.
브드레이유는 누벨프랑스 군과 민병대 복무를 통해 빠르게 승진했다. 일부는 아버지의 후광이었고, 또 다른 일부는 자신의 능력이었다. 어릴 때부터 프랑스 군의 매관직 장교를 지냈고, 1733년에는 트루아리비에르의 총독이 되어 1742년까지 재직했다. 이후 프랑스령 루이지애나 총독으로 1743년 5월 10일부터 1753년 2월 9일까지 부임했다. 이 시기의 직무는 그에게 노련한 장교이자, 유능한 관리자로서의 능력을 마려하는 발판이 되었다. 그는 1753년 프랑스로 갔고, 1755년에는 루이 15세로부터 누벨프랑스의 총독으로 임명받았다.
보드레이유는 캐나다 태생으로 누벨 프랑스의 총독이 된 것은 유일한 존재였지만, 그의 지도력은 의심을 받았으며, 그의 명령은 루이조제프 드 몽칼름과 같은 프랑스군 장교들로부터 무시당했다. 보드레이유가 민간과 그곳에 주둔하는 군의 실질적인 총사령관이긴 했지만, 종종 현장 사령관인 몽칼름과 자주 부딪히게 되었다. 그렇게 두 사람은 서로 불화를 하게 되었고, 프랑스의 전쟁에 상당한 지장을 초래하게 되었다. 보드레이유는 캐나다의 민병대와 프랑스와 동맹을 맺은 인디언 부족들과는 아주 좋은 관계를 맺고 있었다. 몽칼름은 프랑스 정규군만 선호하고 민병대와 친 프랑스 인디언 병력을 경시함으로써 양자를 모두 경멸하고 있었다.
아브라함 평원 전투에서 몽칼름이 패배를 당한 후, 보르레이유는 영국군에 대한 저항을 이어가려 했지만, 소용이 없었다. 결국 그는 1760년 9월 9일 제프리 애머스트 소장에게 몬트리올을 내어줄 수밖에 없었다. 신대륙에서의 프랑스의 패배에 대한 희생양 중 한 명으로서, 보드레이유는 1762년 3월 30일에 바스티유 감옥에 수감되었지만, 1762년 3월 18일 석방되었다. 그는 비고, 카데, 페앙, 바랭, 르 메르시에, 페니솔, 모랭, 코프롱 등과 같이 재판에 회부되었다. 재판에 회부된 21명 중에 10명은 유죄 판결을 받았고, 6명은 무죄 판결을 받았고, 3명은 훈계를 받았고, 2명은 증거 부족으로 기각됐다. 불참했던 사람은 34명이었고, 그 중 7명은 결석 재판을 받았고, 나머지는 판결을 유예받았다. 1763년 12월에 있었던 군사재판에서 혐의를 벗게 된 그는 연금과 군 훈장을 받았다. 보드레이유와 리고에 있는 캐나다의 영주직을 그의 사촌 로트비니에르 후작, 미쉘 샤르티에에게 판 후에 그는 루앙 근교의 조상들의 땅으로 돌아와 은퇴를 했다. 이후 그가 재산을 탕진했다는 에피소드도 있었다. 그는 1778년 8월 4일 파리에서 사망했다.
그의 조카 루이 필리페 드 보드레이유는 미국 독립 전쟁에서 미군을 지원하는 프랑스 해군의 부총사령관이 되었다. 그는 1781년 요크타운 포위전을 하는 동안에 벌어진 핵심적인 체사피크 만 해전에 프랑스군으로 참전하여 영국 함대를 패퇴시켰다. 그러나 이후 도미니카 해전 (또는 세인테스 해전)에서는 영국 해군에 패배하게 된다.

## 같이 보기
- 누벨 프랑스
- 아브라함 평원 전투

## 참고 문헌
- Barron, Bill (1975). The Vaudreuil Papers: A Calendar and Index of the Personal and Private Records of Pierre de Rigaud de Vaudreuil, Royal Governor of the French Province of Louisiana, 1743-1753, 뉴올리언즈: Polyanthos, 543 p.
- Frégault, Guy (1952). Le Grand marquis : Pierre de Rigaud de Vaudreuil et la Louisiane, 몬트리올: Fides, 481 p.
- Frégault, Guy (1955). La Guerre de la Conquête, 몬트리올: Fides, 514 p.
- Roy, Pierre-Georges (1938). La Famille de Rigaud de Vaudreuil, Lévis, 216 p. (온라인[깨진 링크(과거 내용 찾기)])
- Le Jeune, Louis, "Pierre de Cavagnal, marquis de Vaudreuil", in Dictionnaire général de biographie, histoire, littérature, agriculture, commerce, industrie et des arts, sciences, mœurs, coutumes, institutions politiques et religieuses du Canada, volume II, Ottawa: Université d’Ottawa, 1931, pp. 764–767. (온라인)
- Casgrain, Henri-Raymond (1895). Lettres du marquis de Vaudreuil au chevalier de Lévis, 215 p. (온라인)
- Casgrain, Henri-Raymond (1890). Extraits des archives des Ministères de la marine et de la guerre à Paris : Canada, Correspondance générale, MM. Duquesne et Vaudreuil, Gouverneurs-generaux, 1755-1760, Québec : L.J. Demers, 322 p. (온라인)
- Vaudreuil, Pierre de Rigaud de (1763). Mémoire pour le marquis de Vaudreuil, grand-croix de l'Ordre royale & militaire de Saint-Louis, ci-devant gouverneur & lieutenant général de la Nouvelle France, Imprimerie de Moreau, 46 p.